# Бескрайнее лето 2
«Бескрайнее лето 2» — документальный фильм, приключения. Является продолжением фильма «Бескрайнее лето», снятого в 1966 году.

## Сюжет
Фильм рассказывает о приключениях сёрфингистов. Брюс Браун вместе со своей командой начинают путешествие от берегов Африки, посещают Австралию, Фиджи, и заканчивают свой путь на Гавайях. За 28 лет, со времени прошлого путешествия, мир изменился: некоторые из мест, которые раньше привлекали сёрфингистов, сейчас забыты, но появились и новые.
Почти повторив свой прошлый путь, сёрфингисты остаются довольными путешествием.

## Интересные факты
- В отличие от первого фильма, снятого на плёнке 16 мм, этот фильм снят на плёнке 35 мм.
- Сёрфингисты используют короткий борт, которые позволяют лучше маневрировать, чем длинные доски.